# Corryocactus aureus
Corryocactus aureus là một loài thực vật có hoa trong họ Cactaceae. Loài này được (Meyen) Hutchison mô tả khoa học đầu tiên năm 1963.